# Talacogon, Agusan del Sur
Talacogon là đô thị hạng 3 ở tỉnh Agusan del Sur, Philippines. Theo điều tra dân số năm 2015, đô thị này có dân số 38.374 người trong.

## Các khu phố (barangay)
Talacogon được chia thành 16 khu phố (barangay).
| - Balucan - Buena Gracia - Causwagan - Culi - Del Monte - Desamparados - La Flora - Labnig | - Maharlika - Marbon - Sabang Gibung - San Agustin (Pob.) - San Isidro (Pob.) - San Nicolas (Pob.) - Zamora - Zillovia |